# Edward MacFarlane Ehrhorn
Edward MacFarlane Ehrhorn, född den 24 januari 1862 i San Francisco i Kalifornien i USA, död den 11 februari 1941, var en amerikansk entomolog. 
Ehrhorn, som var lärjunge till John Henry Comstock, specialiserade sig på sköldlöss.